# Edmond Meert
 Edmond Paulus Josephus Antonius Meert  (Sint-Niklaas, 25 januari 1879 - aldaar, 26 maart 1961) was een liberaal textielfabrikant en grootgrondbezitter uit het Waasland in de Belgische provincie Oost-Vlaanderen.

## Biografie
Hij werd geboren in Sint-Niklaas als zoon van de liberale nijveraar Petrus Meert en Eulalia Van Eyck, een tante van Albert Reychler. Hij was de broer van Leo Meert. Door zijn huwelijk met Alice Van Puyvelde, dochter van  beenhouwer Joannes-Baptiste Van Puyvelde werd hij de schoonbroer van kunsthistoricus Leo Van Puyvelde. Zij was een nicht van Louisa van Puyvelde, gehuwd met minister van staat Hendrik Heyman.
Meert was gekend voor zijn grote monumentale eigendommen, waaronder de Salons voor Schone Kunsten in de Stationsstraat, dat hij in 1928 gebouwd heeft, en Hof ter Saksen, zijn 18e-eeuwse zomerresidentie, die hij aankocht van de erfgenamen van Jean-Baptist Versmessen.
Zijn textielfabrieken produceerden wol en katoenproducten. "Etablissements Edmond Meert, société anonyme", was gelegen in de Lamstraat, waar nu de diensten van de Wase intercommunale Interwaas zijn gehuisvest. Op de huidige Edmond Meert-site is enkel de toegangspoort van de vroegere textielfabriek bewaard.  Ook stichtte hij de vakantiekolonie als vakantiepatronaat voor kinderen van zijn werknemers, bekend als het "Het Zonneken".
Meert is begraven op de Parkbegraafplaats Tereken. Er werd een plein naar hem genoemd, en ook een dreef in Beveren, als huldebetoon aan de laatste eigenaar van Hof ter Saksen.

## Galerij

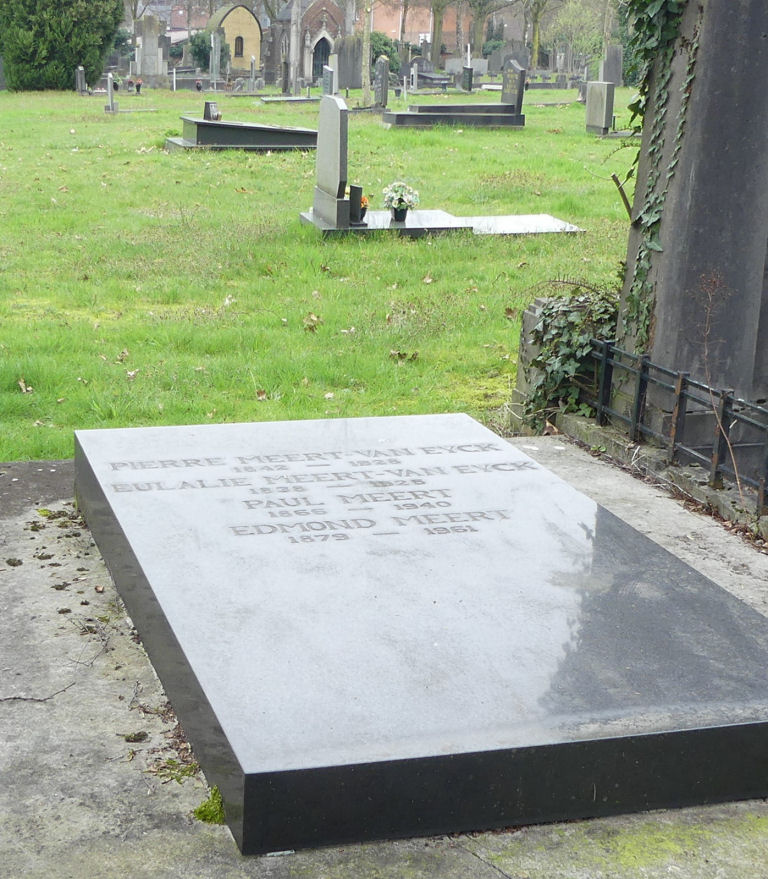
Grafzerk van de familie Meert-Van Eyck, Tereken.
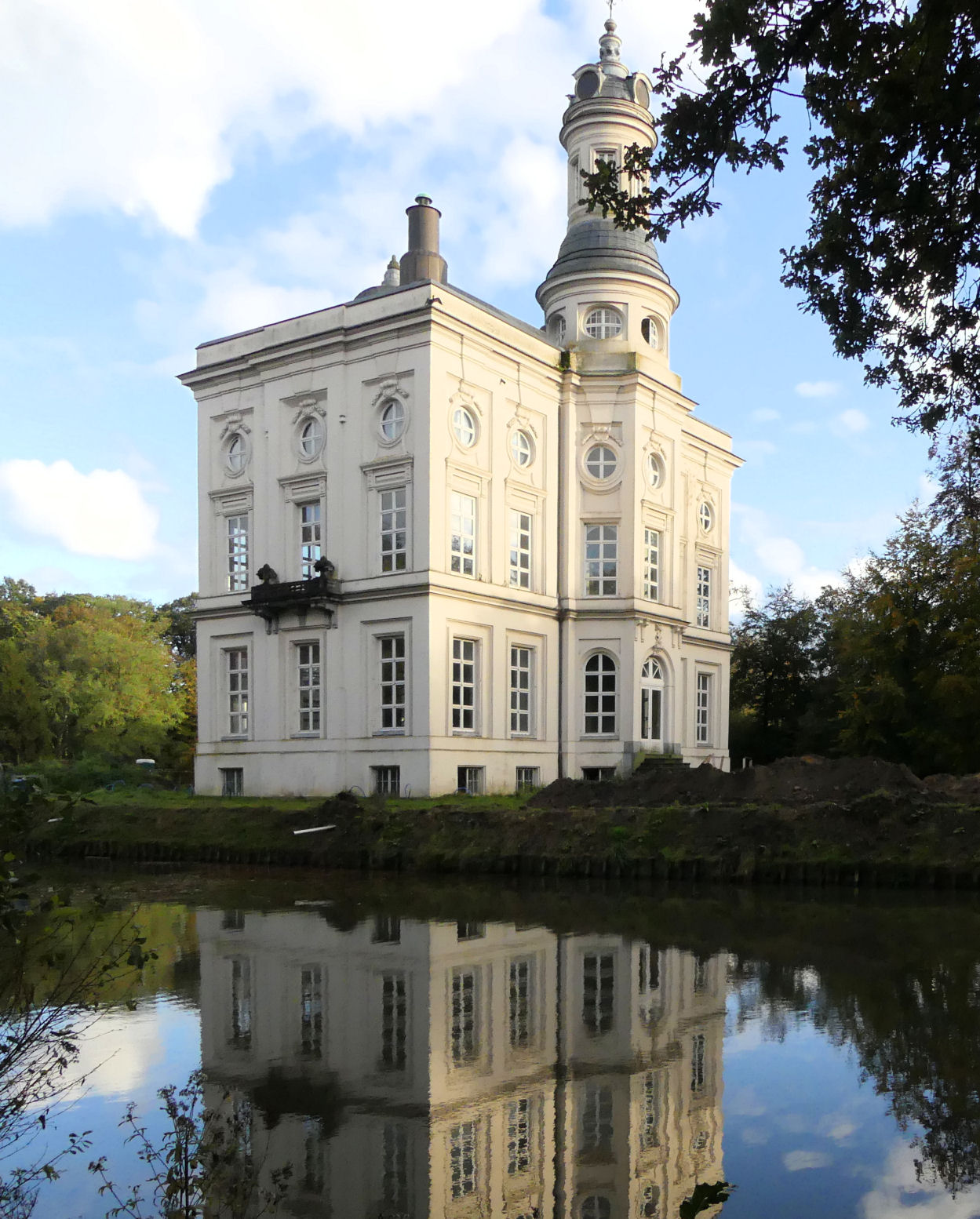
Edmond Meert bezat als Zomerverblijf het kasteel "Hof ter Saksen" in Beveren.
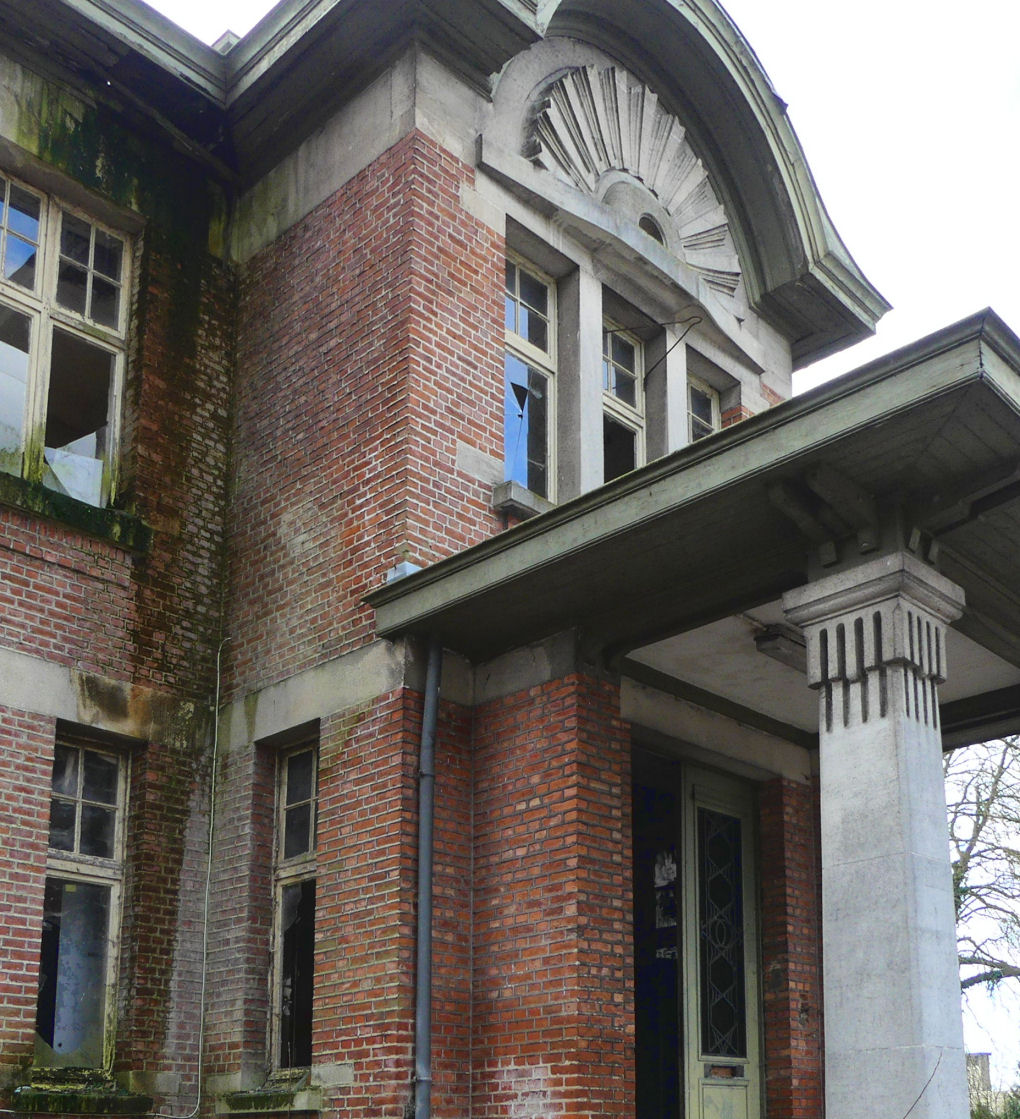
Vakantiepatronaat "Het Zonneken"
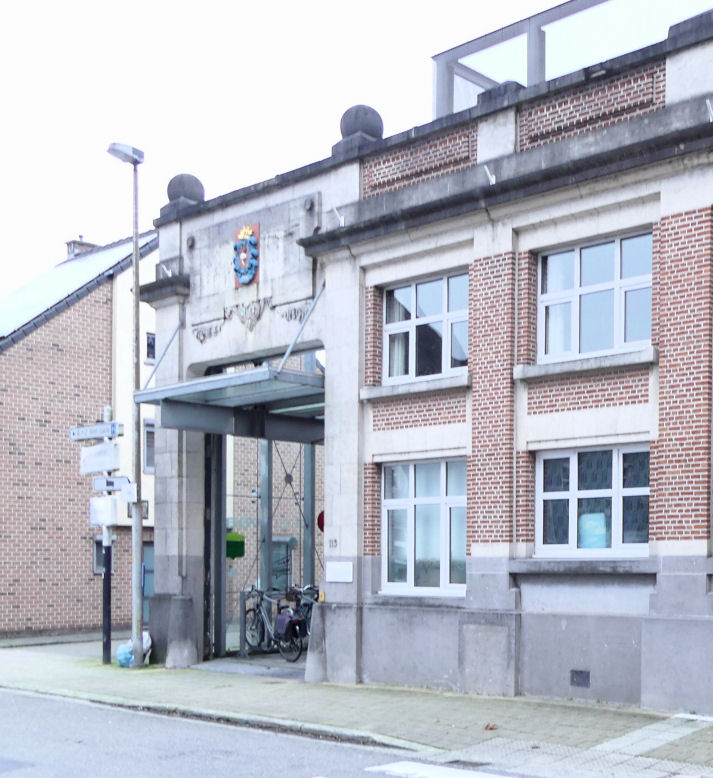
Etablissement "Edmond Meert", Lamstraat
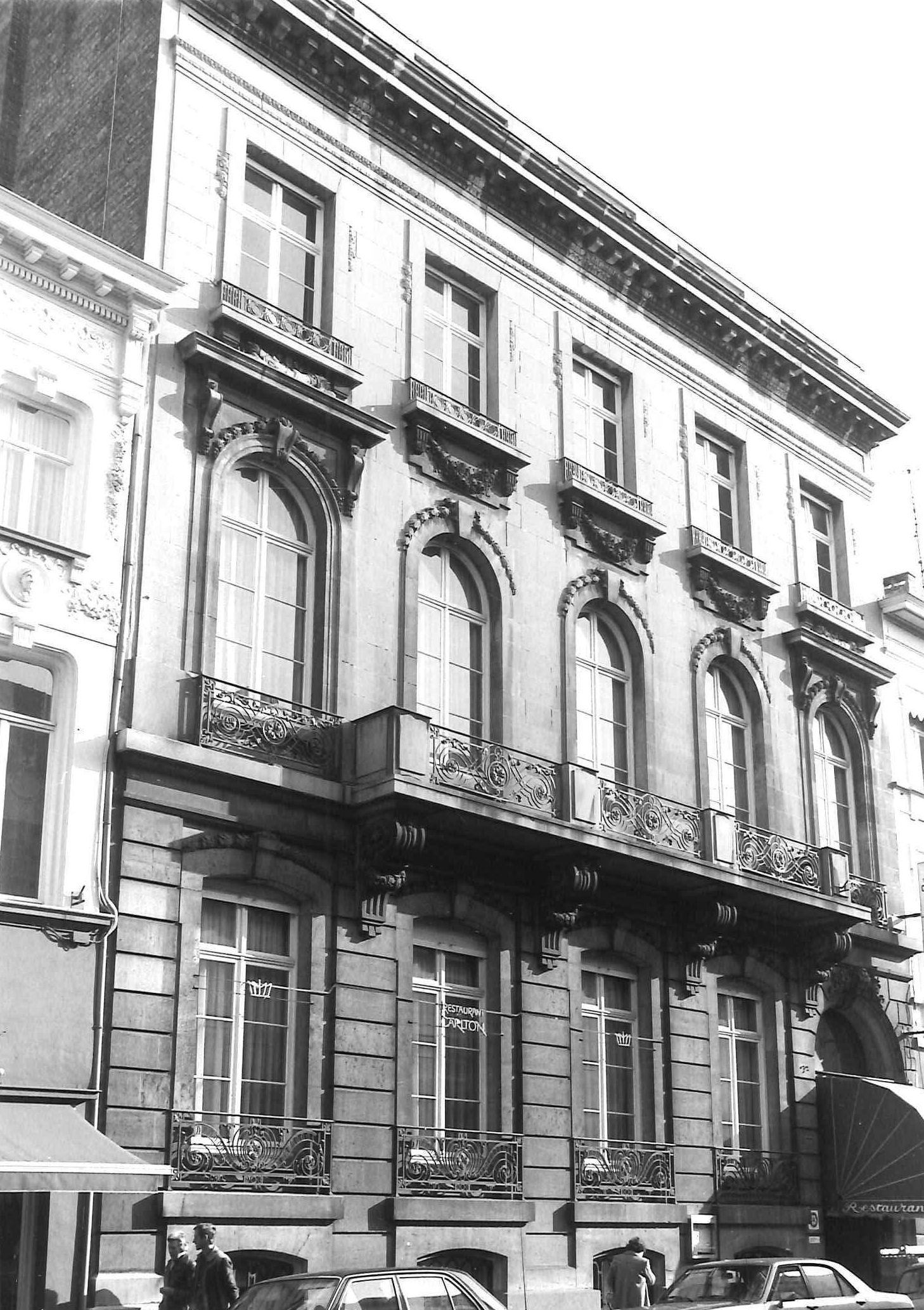
Herenhuis, Stationsstraat in Sint-Niklaas.
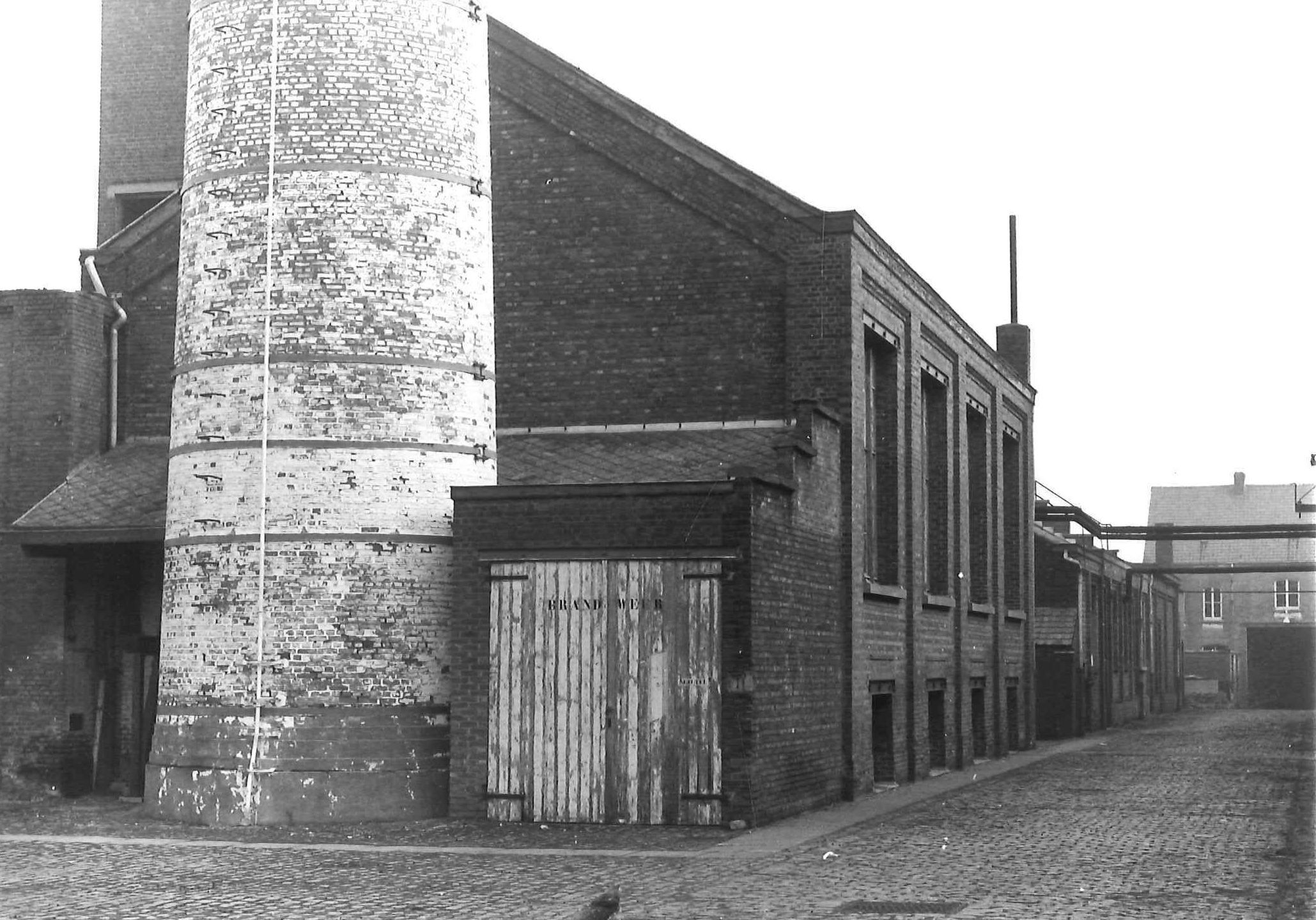
De textielfabriek van Edmond Meert, Lamstraat 113